# Захарен бонбон
Захарният бонбон е всеки бонбон, чиято основна съставка е захарта. Основните видове захарни бонбони са твърди бонбони, фондани, карамели, желета и нуги. В британския английски тази широка категория захарни бонбони се нарича сладкиши, а името бонбони или захарни бонбони се използва само за твърди бонбони, които са почти твърда захар.
Захарните бонбони са подвид бонбони, които включват захарни бонбони, както и шоколадови бонбони, дъвки и други сладки храни. Бонбоните от своя страна са подвид сладкарски изделия, които също включват сладки сладкиши, а понякога и сладолед.

## История
Предполага се, че най-старите захарни бонбони са произведени там, където захарната тръстика е била опитомен. Захарната тръстика вероятно произхожда от Папуа Нова Гвинея и оттам е откарана в Югоизточна Азия и други тихоокеански острови и в крайна сметка в Индия и Китай. От Индия захарта се разпространи в арабските държави и в Европа.